# Ugerup
Ugerup är en herrgård i Köpinge socken i Kristianstads kommun i Skåne, som ligger vid Vramsån en knapp mil söder om Kristianstad.
Huvudbyggnaden, av sten i 2 våningar, uppfördes 1709 av överste Kjell Christoffer Barnekows änka Margareta von Ascheberg och restaurerades 1858 och 1920.

## Historia
Gårdens förste kände ägare är Jens Holgersen, som dog 1390. Han var gift med Kirsten Ovesdatter (Passow?, Skabersjö) och ägde även Glimminge i sydöstra Skåne. År 1443 innehades Ugerup av Jens Pedersen och 1487 av hans son Erik Jensen, gift med Margarethe Axelsdatter Brahe till Krageholm och den förste som antog namnet Urup. Gården ärvdes sedan av dennes son Axel Eriksen Urup, som var gift med Anne Arvidsdatter Trolle. 
År 1523 var han, tillsammans med Claus Bille, befullmäktigande för det skånska råd som i Århus slöt vapenstillestånd med befälhavaren för de svenska trupper som tidigare härjat de skånska landskapen. Han deltog i striderna mot Sören Norby 1525 under dennes skånska uppror för att återinsätta Kristian II på tronen. Senare efterträdde han Norby som länsherre på Sölvesborg. Under Grevefejden 1534-36 var han en av den skånska adelns ledare och bekämpade greve Kristofer och lübeckarna. På herredagen i Köpenhamn 1536, då den lutherska kyrkoordningen infördes, var han en av undertecknarna av recessen om katolicismens avskaffande. Axel Eriksen blev också riksråd. Han dog 1540 och Ugerup ärvdes därefter av hans son Erik Axelsen, som efterträddes av sin yngre bror Arild.
Riddaren Arild Ugerup var en av gästerna vid Erik XIV:s storslagna kröning i Uppsala domkyrka 1561. När Nordiska sjuårskriget utbröt 1563, fick han tjänst i den danska flottan. Under striderna tillfångatogs han av svenskarna och sattes i fängelse i Stockholm. Enligt sägnen skall han då ha bett kung Erik om att få återvända till Skåne för att gifta sig med sin trolovade Thale Tagesdatter Thott på Ericsholm och för att kunna så och skörda en sista gång. Så snart skörden var bärgad, skulle han komma tillbaka till fängelset. Kungen villfor hans begäran och riddar Arild for hem, höll bröllop och sådde - tallfrön. Hösten gick och när riddar Arild inte återvände till fängelset, sände kungen bud till honom att han genast skulle infinna sig i Stockholm. När kungen fick veta vad han sått, fick han sig ett gott skratt och benådade Arild Ugerup. Denne skall ha varit en väldig herre och sägnen berättar att han brukade lyfta sin häst in över vallgraven. Att riddar Arild varit storväxt bekräftas av Linné, som på sin skånska resa 1749 fick se hans balsamerade kropp i Gärds Köpinge kyrka och uppger längden till fyra alnar (237 centimeter). Kroppen finns inte kvar (den förstördes, när kistan pietetslöst fick stå ute i regnet vid en ombyggnad av kyrkan), men väl inskriptionen på kistans plåt: "Her ligger begrafven erlig oc velbiurdig mand Arrild Uggerup til Ugerup, som vor H. Axel Ugerups til Ugerup oc F. Anna Trollis sönn, han hafde tvende hustruer, thend första F. Gissil Podebusk, thend anden F. Thale Tott hands efterlefverske, oc döde hand på Helsingborgs Slott thend 5 Februarii år efter Guds bird MDLXXXVII (1587), hwis siel Gud hafver." Arild Ugerup syns avbildad på en inmurad gravsten i kyrkan. En berättelse om Thale Thott och riddar Arild finns i Selma Lagerlöfs "Osynliga länkar".
Erik Axelsens son Ove Eriksen Urup blev sedan ägare till Ugerup. Han var gift med Kirsten Björnsdatter Kaas och blev också herre till Ovesholm och Bjersjöholm. Om Ove Urup sägs det att "han var beryktad för sina rättegångar, trägen på torget och i sängen men ej i kyrkan". Paret Urup hade fyra barn. Deras båda söner dog unga och av döttrarna ärvde Kirsten Bjersjöholm medan Maren 1622 fick Ugerup och Ovesholm.
Maren Ovesdatter Urup var gift med danska riksrådet och befallningsmannen på Helsingborg Christoffer Ulfeldt till Svenstorp och Råbelöv, varför Ugerup övergick i dennes släkts ägo. Deras son Björn Ulfeldt övertog egendomen vid faderns död 1653. Redan 1649 hade han efterträtt sin far som länsherre på Helsingborg. Han dog 1656.
Sedan Skåne avträtts till Sverige kom Ugerup, liksom många andra herresäten, i svenska händer. År 1690 köptes det av överste Kjell Christoffer Barnekow till Vittskövle, Örtofta och Rosendal. Han gjorde största delen av sitt liv krigstjänst utomlands. Sedan han hemkallats av Karl XII för att sätta upp ett nytt regemente i Kalmar, dödades han där i en duell 1700. Hans änka Margareta von Ascheberg, dotter till fältmarskalken och generalguvernören över Skåne Rutger von Ascheberg, fick efter makens död överta ansvaret för alla dennes egendomar. Detta skötte hon med stor kraft och skicklighet under mer än ett halvt sekel.
Vid hennes död 1753 ärvdes Ugerup av dottern Brita Barnekow, som var gift med kungliga rådet och generalguvernören över Pommern greve Johan August Meijerfeldt. Om hans frieri berättar J.C. Barfod i sin bok "Märkvärdigheter rörande skånska adeln". Den förnäme friaren hade anmält sig hos den rika och vördnadsvärda grevinnan Ascheberg. Hon skall då ha avböjt med hänvisning till sin ålder - friaren var dock betydligt äldre - och istället hänvisat honom till sin 16-åriga dotter Brita, som också blev hans hustru. Deras son Carl Fredrik Meijerfeldt ärvde 1771 Ugerup och dog ogift 1791.
Godset återgick då till släkten Barnekow och tillföll Carl Fredrik Meijerfeldts kusins son, överstekammarjunkaren greve Christian Barnekow. Han efterträddes 1830 av sin son, kammarherren greve Kjell Henrik Barnekow, som blev den siste av sin släkt på Ugerup. Efter hans död 1863 avyttrade arvingarna 1865 egendomen till den svenske adelsmannen och danske greven Ejnar Carl Detlev Reventlow. Dennes son Christian Ludvig Conrad Ernst Reventlow sålde 1894 Ugerup till en A. Löfqvist och godset har därefter haft många olika ägare. År 1974 övertogs Ugerup av Karin och Per Eriksson, som bedrev mjölkproduktion och avelsarbete med kvigexport på gården. De sålde 2006 egendomen till den nederländska lantbrukarfamiljen Jellema, som nu driver Ugerup som mjölkgård och stuteri med Frieser- och varmblodshästar. Egendomen omfattar 145 hektar.
Hur det medeltida Ugerup sett ut vet man inte. Några rester av denna bebyggelse syns inte ovan jord. Den äldsta kända bilden av gården är en akvarellerad teckning från slutet av 1700-talet av Anders Sigfrid Rålamb. Mangården består då av ett långt, rektangulärt stenhus under säteritak med en flygelbyggnad av korsvirke på ena sidan. Corps de logiet är i en våning på hög källargrund och har ingång från gårdssidan via en dubbel fritrappa mitt på fasaden. Ladugården är bebyggd på tre sidor och ligger med den öppna sidan mot mangården. Korsvirkesflygeln var då gårdens äldsta byggnad. Den uppfördes 1501 under Erik Jensens tid och skall från början ha använts som manbyggnad. Efter att under lång tid ha fått förfalla, fick den tyvärr rivas vid slutet av 1960-talet.
Corps de logiet uppfördes av Margareta von Ascheberg 1709 och användes till en början som jaktslott. Det har därefter genomgått många förändringar. På 1820 - 30-talet togs det gamla säteritaket ned och huset påbyggdes med en övervåning med segmenterade fönster och fick ett lågt sadeltak. Då uppfördes troligen också den av fyra kolonner uppburna portiken och yttertrappan. Därigenom hade det karolinska huset förvandlats till en klassicistisk byggnad i tidens smak. Sedan släkten Reventlow 1865 blivit ägare till Ugerup gjordes ytterligare en ombyggnad. Då tillkom de båda utbyggda envåningspaviljongerna vid corps de logiets gavlar och fasadutsmyckningen i dansk renässansstil.